# Mustilia
Mustilia é um gênero de mariposa pertencente à família dos endromídeos.

## Espécies
- Mustilia castanea
- Mustilia columbaris
- Mustilia falcipennis
- Mustilia gerontica
- Mustilia hepatica
- Mustilia lieftincki
- Mustilia phaeopera
- Mustilia sphingiformis